# Niwa Babicka (gromada)
Niwa Babicka (od 31 XII 1962 Dąbia Stara) – dawna gromada, czyli najmniejsza jednostka podziału terytorialnego Polskiej Rzeczypospolitej Ludowej w latach 1954–1972.
Gromady, z gromadzkimi radami narodowymi (GRN) jako organami władzy najniższego stopnia na wsi, funkcjonowały od reformy reorganizującej administrację wiejską przeprowadzonej jesienią 1954 do momentu ich zniesienia z dniem 1 stycznia 1973, tym samym wypierając organizację gminną w latach 1954–1972.
Gromadę Niwa Babicka z siedzibą GRN w Niwie Babickiej utworzono – jako jedną z 8759 gromad na obszarze Polski – w powiecie garwolińskim w woj. warszawskim, na mocy uchwały nr VI/10/2/54 WRN w Warszawie z dnia 5 października 1954. W skład jednostki weszły obszary dotychczasowych gromad Niwa Babicka, Ownia i Ruda ze zniesionej gminy Trojanów oraz obszar dotychczasowej gromady Dąbia Nowa i wieś Dąbia Stara z dotychczasowej gromady Dąbia Stara ze zniesionej gminy Ryki w tymże powiecie. Dla gromady ustalono 18 członków gromadzkiej rady narodowej.
1 stycznia 1956 gromada weszła w skład nowo utworzonego powiatu ryckiego w tymże województwie.
31 grudnia 1961 do gromady Niwa Babicka włączono obszar zniesionej gromady Swaty (bez kolonii Swaty o powierzchni około 60 ha) w tymże powiecie.
31 grudnia 1961 z gromady Niwa Babicka wyłączono wieś Ruda, włączając ją do gromady Trojanów w tymże powiecie.
31 grudnia 1962 gromadę Niwa Babicka zniesiono przez przeniesienie siedziby GRN z Niwy Babickiej do Dąbi Starej i zmianę nazwy jednostki na gromada Dąbia Stara.